# Morti nel 1997/Novembre
| Questa pagina contiene informazioni ricavate automaticamente dalle voci biografiche con l'ausilio del template Bio e di un bot. L'aggiornamento è periodico e automatico e ricostruisce completamente la pagina. Se manca una persona in questa lista, sei pregato di non aggiungerla, ma accertati piuttosto che la sua voce biografica contenga il template Bio e che i dati anagrafici siano correttamente compilati. Se il template Bio manca, inseriscilo tu stesso o, in alternativa, metti l'avviso {{tmp\|Bio}} che ne segnala la mancanza. Se i dati riportati sono sbagliati, correggi direttamente la voce biografica; le modifiche saranno visibili in questa lista entro pochi giorni. Per chiarimenti vedi il progetto biografie. La lista contiene solo le 116 persone che sono citate nell'enciclopedia e per le quali è stato implementato correttamente il template Bio. Pagina aggiornata al 3 mar 2024. |

- 1º novembre - Ravil' Chabutdinov, sollevatore sovietico (n. 1928)
- 1º novembre - Crash Kid, ballerino italiano (n. 1971)
- 1º novembre - Roger Marche, calciatore francese (n. 1924)
- 1º novembre - Bruno Michaud, calciatore svizzero (n. 1935)
- 1º novembre - Victor Mills, chimico e inventore statunitense (n. 1897)
- 1º novembre - James Owen Merion Roberts, esploratore e alpinista britannico (n. 1916)
- 2 novembre - Renzo Del Ventisette, imprenditore italiano (n. 1902)
- 2 novembre - Shōshin Nagamine, militare, poliziotto e maestro di karate giapponese (n. 1907)
- 3 novembre - Attilio Conton, maratoneta italiano (n. 1902)
- 3 novembre - Antoine Cuissard, allenatore di calcio e calciatore francese (n. 1924)
- 3 novembre - Gerhard Franke, calciatore tedesco orientale (n. 1933)
- 3 novembre - Uberto Paolo Quintavalle, giornalista e scrittore italiano (n. 1926)
- 3 novembre - Farpi Vignoli, scultore italiano (n. 1907)
- 5 novembre - Isaiah Berlin, filosofo, politologo e diplomatico lettone (n. 1909)
- 5 novembre - Camilla Cederna, giornalista e scrittrice italiana (n. 1911)
- 6 novembre - Luigi Cantone, schermidore italiano (n. 1917)
- 6 novembre - Norbert Carbonnaux, regista cinematografico e sceneggiatore francese (n. 1918)
- 6 novembre - Ray Daniel, calciatore e allenatore di calcio gallese (n. 1928)
- 6 novembre - Guido Ianni, politico italiano (n. 1927)
- 6 novembre - Anne Stine Ingstad, archeologa norvegese (n. 1918)
- 6 novembre - Igor Loro, hockeista su ghiaccio italiano (n. 1976)
- 6 novembre - Josef Pieper, filosofo tedesco (n. 1904)
- 7 novembre - Margaret Harshaw, mezzosoprano e soprano statunitense (n. 1909)
- 8 novembre - Qemal Butka, architetto e politico albanese (n. 1907)
- 8 novembre - Prosper Depredomme, ciclista su strada belga (n. 1918)
- 8 novembre - Ferenc Medvigy, calciatore sovietico (n. 1943)
- 9 novembre - Paul Haghedooren, ciclista su strada belga (n. 1959)
- 9 novembre - Carl Gustav Hempel, matematico, informatico e filosofo tedesco (n. 1905)
- 9 novembre - Helenio Herrera, allenatore di calcio e calciatore argentino (n. 1910)
- 9 novembre - Renzo Nissim, giornalista, pianista e compositore italiano (n. 1907)
- 9 novembre - Paride Piasenti, politico italiano (n. 1916)
- 9 novembre - Anatolij Polosin, allenatore di calcio e calciatore sovietico (n. 1935)
- 9 novembre - Cecil Smith, pattinatrice artistica su ghiaccio canadese (n. 1908)
- 10 novembre - Silvio Accame, storico italiano (n. 1910)
- 10 novembre - Leonetto Amadei, giurista e politico italiano (n. 1911)
- 10 novembre - Giaime Pintor, giornalista, critico musicale e scrittore italiano (n. 1950)
- 10 novembre - Abd Allah bin Sa'ud Al Sa'ud, principe, politico e diplomatico saudita (n. 1924)
- 11 novembre - William Alland, produttore cinematografico, sceneggiatore e regista statunitense (n. 1916)
- 11 novembre - János Chawko, calciatore cecoslovacco (n. 1922)
- 11 novembre - Rod Milburn, ostacolista statunitense (n. 1950)
- 11 novembre - Ave Ninchi, attrice e conduttrice televisiva italiana (n. 1915)
- 12 novembre - Francesco Acton, marinaio e storico dell'arte italiano (n. 1910)
- 12 novembre - Alberto Cavallone, regista cinematografico e sceneggiatore italiano (n. 1938)
- 12 novembre - James Laughlin, poeta, saggista e editore statunitense (n. 1914)
- 12 novembre - Maria von Maltzan, veterinaria e biologa tedesca (n. 1909)
- 12 novembre - Stanisław Prauss, ingegnere polacco (n. 1903)
- 12 novembre - Viktor Aleksandrovič Sadovskij, regista sovietico (n. 1922)
- 12 novembre - Helmut Scholz, militare polacco (n. 1920)
- 12 novembre - Carlos Surinach, compositore e direttore d'orchestra spagnolo (n. 1915)
- 12 novembre - Sándor Szabó, attore ungherese (n. 1915)
- 12 novembre - Chang Yu-Sheng, cantante, compositore e produttore discografico taiwanese (n. 1966)
- 13 novembre - Dino Bruseschi, imprenditore e dirigente sportivo italiano (n. 1921)
- 13 novembre - Alexandru Bârlădeanu, politico e economista rumeno (n. 1911)
- 13 novembre - Adil Çarçani, politico albanese (n. 1922)
- 13 novembre - James Couttet, sciatore alpino francese (n. 1921)
- 13 novembre - Mike McMichael, cestista statunitense (n. 1915)
- 13 novembre - Larry Shinoda, designer statunitense (n. 1930)
- 13 novembre - Ján Želibský, pittore slovacco (n. 1907)
- 14 novembre - Alba de Céspedes, scrittrice, poetessa e partigiana italiana (n. 1911)
- 15 novembre - Claudio Bettini, storico dell'arte italiano (n. 1940)
- 15 novembre - Saul Chaplin, compositore statunitense (n. 1912)
- 15 novembre - Elizza La Porta, attrice rumena (n. 1902)
- 15 novembre - Vladimir Jakovlevič Vengerov, regista cinematografico sovietico (n. 1920)
- 16 novembre - Sergio Borlenghi, cestista italiano (n. 1955)
- 16 novembre - Georges Marchais, politico francese (n. 1920)
- 16 novembre - George Petrie, attore statunitense (n. 1912)
- 16 novembre - Veselin Temkov, cestista e allenatore di pallacanestro bulgaro (n. 1916)
- 17 novembre - Walter Moraes, giurista brasiliano (n. 1934)
- 18 novembre - Fredrik Horn, calciatore norvegese (n. 1916)
- 19 novembre - Bernard Lenoble, calciatore francese (n. 1902)
- 19 novembre - Walter Monfrinotti, hockeista su pista italiano (n. 1929)
- 19 novembre - Kjell Schou-Andreassen, allenatore di calcio e calciatore norvegese (n. 1940)
- 19 novembre - Aldo Spoldi, pugile italiano (n. 1912)
- 20 novembre - Zack Clayton, cestista e arbitro di pugilato statunitense (n. 1913)
- 20 novembre - Nicolás Riccardi, calciatore uruguaiano (n. 1911)
- 21 novembre - Francesco Onorato Alici, politico italiano (n. 1929)
- 21 novembre - Bill Boyd, giocatore di poker statunitense (n. 1906)
- 21 novembre - Julian Jaynes, psicologo statunitense (n. 1920)
- 21 novembre - Jack Purvis, attore britannico (n. 1937)
- 21 novembre - Dina Rinaldi, giornalista italiana (n. 1921)
- 21 novembre - Teuku Muhammad Hasan, politico indonesiano (n. 1906)
- 22 novembre - Michael Hutchence, cantante e attore australiano (n. 1960)
- 22 novembre - Joanna Moore, attrice statunitense (n. 1934)
- 23 novembre - Adama Diop, cestista senegalese (n. 1968)
- 23 novembre - Engelbert Koenig, calciatore austriaco (n. 1919)
- 23 novembre - Robert Lewis, attore e regista statunitense (n. 1909)
- 24 novembre - Barbara, cantautrice e attrice francese (n. 1930)
- 24 novembre - Ada Sereni, attivista italiana (n. 1905)
- 24 novembre - Filippo Suzzi, pilota motociclistico italiano (n. 1952)
- 24 novembre - Ira Wolfert, giornalista e scrittore statunitense (n. 1908)
- 25 novembre - Hastings Banda, politico malawiano (n. 1898)
- 25 novembre - Cathee Dahmen, modella statunitense (n. 1945)
- 25 novembre - Nikita Elysséeff, linguista e orientalista francese (n. 1915)
- 25 novembre - James H. Ellis, crittografo britannico (n. 1924)
- 25 novembre - Charles Hallahan, attore statunitense (n. 1943)
- 25 novembre - Elmore Morgenthaler, cestista statunitense (n. 1922)
- 25 novembre - Richard Macy Noyes, chimico e fisico statunitense (n. 1919)
- 25 novembre - Fernand Thiébaud, schermidore svizzero (n. 1906)
- 27 novembre - Walter Binni, critico letterario, politico e italianista italiano (n. 1913)
- 27 novembre - Fritz Bornmann, filologo classico italiano (n. 1929)
- 27 novembre - Eduardo Kingman, artista ecuadoriano (n. 1913)
- 27 novembre - Malcolm Knowles, educatore statunitense (n. 1913)
- 27 novembre - Buck Leonard, giocatore di baseball statunitense (n. 1907)
- 27 novembre - Pietro Scarpini, pianista italiano (n. 1911)
- 28 novembre - Tom Evenson, mezzofondista e siepista britannico (n. 1910)
- 28 novembre - Georges Marchal, attore francese (n. 1920)
- 29 novembre - Bruno Colorio, pittore, disegnatore e incisore italiano (n. 1911)
- 29 novembre - Ernest Johnson, pistard britannico (n. 1912)
- 29 novembre - Heikki Savolainen, ginnasta finlandese (n. 1907)
- 29 novembre - Coleman Young, politico statunitense (n. 1918)
- 30 novembre - Kathy Acker, scrittrice, poetessa e musicista statunitense (n. 1947)
- 30 novembre - Piero Farani, artigiano italiano (n. 1922)
- 30 novembre - Françoise Prévost, attrice francese (n. 1929)
- 30 novembre - Shamo Quaye, calciatore ghanese (n. 1971)
- 30 novembre - Božena Srncová, ginnasta cecoslovacca (n. 1925)
- 30 novembre - Raffaele Stramondo, pittore italiano (n. 1919)